# La banda presidencial
La banda presidencial es una película de comedia política criminal y sátira peruana de 2022 coescrita, dirigida y producida por Eduardo Mendoza de Echave. Esta protagonizada por Emilram Cossio, Giovanni Ciccia, Andrés Salas, Haysen Percovich y Christian Ysla.

## Sinopsis
Cuatro amigos cuarentones, cansados de su patético y rutinario existir, deciden cambiar sus vidas de un día para el otro asaltando el casino más grande y exclusivo de Lima. Lo harán la noche de Halloween, disfrazados con las máscaras de los cuatro expresidentes peruanos más polémicos de las últimas décadas: Alberto Fujimori, Alejandro Toledo, Ollanta Humala y Alan García. En medio del asalto, terminarán tomando como rehén a un cliente, sin saber que éste es un conocido congresista. Al día siguiente, descubrirán en el teléfono de éste, información que compromete al gobierno. De repente, un gobierno corrupto está en las manos de estos cuatro perdedores, que podrían, sin haberlo planeado, convertirse en héroes anónimos.

## Reparto
Los actores que participaron en esta película son:
- Emilram Cossío
- Giovanni Ciccia
- Andrés Salas
- Haysen Percovich
- Christian Ysla
- Ebelin Ortiz
- Diego Bertie
- Katia Salazar
- Ximena Galiano
- Andrea Alvarado

## Producción
La fotografía principal inició el 16 de marzo de 2020, pero tuvo que suspenderse a las horas de iniciarse debido a la Pandemia COVID-19.

## Lanzamiento
La película se estrenó el 22 de septiembre de 2022 en los cines peruanos.